# Noah Maposa
Noah Maposa (ur. 3 czerwca 1985 w Kopong) – piłkarz botswański grający na pozycji bramkarza.

## Kariera klubowa
Swoją karierę piłkarską Maposa rozpoczął w klubie Hungry Leopards FC. W 2000 roku przeszedł do Mochudi Centre Chiefs SC, w którym grał w latach 2000-2004. W latach 2004–2006 był zawodnikiem namibijskiego Blue Waters Walvis Bay. W 2006 roku wrócił do Mochudi Centre Chiefs. W 2008 roku wywalczył mistrzostwo Botswany oraz zdobył Puchar Botswany. W 2009 roku został wypożyczony do południowoafrykańskiego Bay United FC z miasta Port Elizabeth. W 2010 roku wrócił do Mochudi Centre Chiefs, a w 2011 przeszedł do Gaborone United. W sezonie 2011/2012 zdobył z nim Puchar Botswany. Jesienią 2014 grał w Garankuwa United FC, a na początku 2015 przeszedł do Township Rollers. W latach 2016–2018 ponownie grał w Mochudi Centre Chiefs, w którym zakończył karierę.

## Kariera reprezentacyjna
W reprezentacji Botswany Maposa zadebiutował 27 lipca 2008 roku w przegranym 0:2 meczu Pucharu COSAFA 2008 z Mozambikiem. W 2012 roku był w kadrze Botswany na Puchar Narodów Afryki 2012. Od 2008 do 2013 rozegrał w niej 20 meczów.